# Escudo de Norte de Santander
El Escudo de Norte de Santander es el principal emblema y uno de los símbolos oficiales del departamento colombiano de Norte de Santander. Fue creado por medio de la ordenanza n.º 08 del 27 de noviembre de 1978, por el cual también se dio la reglamentación y aprobación de la bandera del departamento. En el artículo primero de dicha ordenanza se implementó la creación del Escudo de Armas y sello del Departamento de Norte de Santander.
En este artículo se dictaminó que el blasón de Norte de Santander sería el mismo que había sido aprobado por el Congreso Constituyente de la Villa del Rosario de Cúcuta para la Gran Colombia en 1821, añadiéndole un óvalo a su alrededor en el cual iría la leyenda "Departamento de Norte de Santander".

## Blasonado
Escudo ovalado. En campo de azur, un hacedillo de lanzas con la segur, arcos y flechas cruzadas, atadas en cinta tricolor por la parte interior, acompañado de dos cornucopias llenas de flores y frutos. Bordura de plata, con el lema en letras de sable: “DEPARTAMENTO DE NORTE DE SANTANDER”.